# Sud-Kivu
Pour les articles homonymes, voir Kivu (homonymie).
Le Sud-Kivu est une province de la république démocratique du Congo, situé dans l’est du pays, avec pour chef-lieu la ville de Bukavu (provisoirement Uvira depuis la prise de Bukavu par le M23 en février 2025).
Elle partage ses frontières avec le Rwanda, le Burundi et la Tanzanie, et possède des frontières internes avec les provinces du Nord-Kivu, du Maniema et du Tanganyika.
autres langues        Mashi

## Géographie

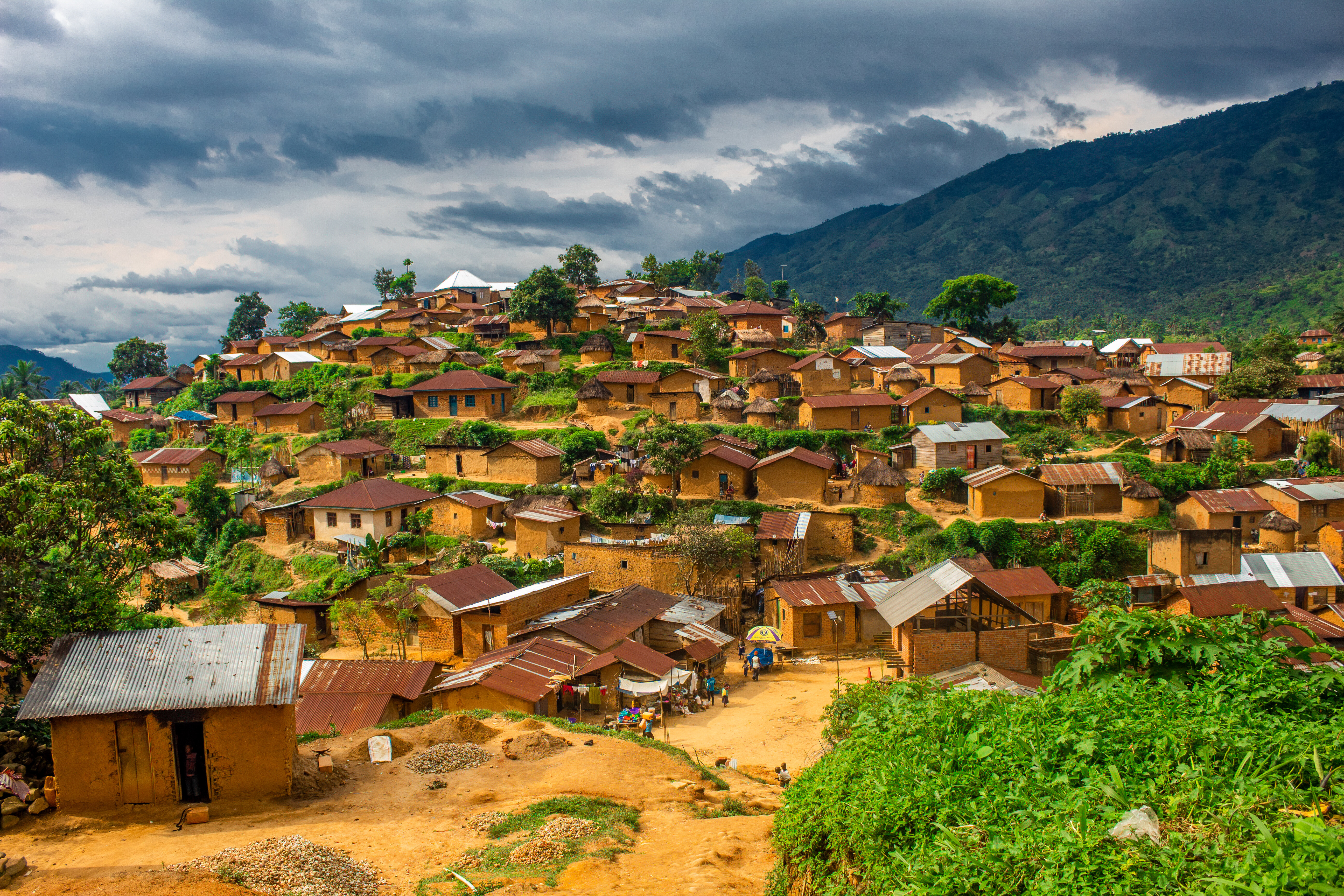
Paysage du Sud-Kivu à Bitobolo.

Située à l'est de la république démocratique du Congo, le Sud-Kivu est limitrophe de trois provinces congolaises : le Nord-Kivu, le Maniema et le Tanganyika, ainsi que de trois pays de la région des Grands Lacs : le Rwanda, le Burundi et la Tanzanie.
| Maniema | Nord-Kivu  | Rwanda   |
| Maniema | Sud-Kivu   | Burundi  |
| Maniema | Tanganyika | Tanzanie |

## Histoire
Cette province est issue du découpage de l'ancienne province du Kivu intervenu en 1988. Elle est ainsi appelée car elle se situe au sud-ouest du lac Kivu. Pendant la période précoloniale, la province du Sud-Kivu était subdivisée en plusieurs royaumes dont les principaux furent le royaume Bushi et celui du Buhavu. Le royaume Bushi comprenait les territoires de Kabare nord, Walungu et une partie de Mwenga. Le royaume du Buhavu s'étendait de Kalehe à Idjwi.
Lemera est le siège de la Collectivité Chefferie de Bafuliru, connue au travers de l'hôpital de Lemera (en) qui fut construit et soutenu financièrement par les missionnaires pentecôtistes suédois et attaqué en 1996.

## Politique
Le gouverneur s'appelle Jean-Jacques Purusi Sadiki. Il a succédé à Théo Ngwabidje Kasi en 2024. Le vice-gouverneur est Jean Jacques Elakano.
Composition du gouvernement provincial :
- Ministre de l’intérieur, sécurité, de la décentralisation et affaires coutumières : Albert Kahasha Murhula
- Ministre des finances, de l’économie et de l’entreprenariat : Bernard Muhindo
- Ministre du plan, du budget et de la promotion des investissements : Museven Kasaza Maliyonko
- Ministre des travaux publics, de l’habitat des affaires foncières et hydrocarbures : Georges Kibonge Babingwa
- Ministre de la justice, des droits humains, de la femme, de la jeunesse et des personnes vivants avec handicap : Faustin Mayani Shindano
- Ministre de l’agriculture, de l’élevage, de la pêche, de l’environnement, économie verte et porte-parole du gouvernement : Didier Luganywa Bashizi Kabi
- Ministre des transports voies de communication et des relations avec l’assemblée provinciale : Martin Bitijula Marimba
- Ministre des mines, de l’énergie et ressources hydrauliques : Catherine Cijanga Balemba
- Ministre de l’éducation, de la culture, du genre, famille, sports et loisirs : Paulin Birengerenge Mwinyi
- Ministre de la santé et du bien-être public : Théophile Walulika Muzaliwa

## Environnement
La province du Sud-Kivu présente des taux de malnutrition et de pauvreté parmi les plus élevés de toutes les provinces. Ce travail décrit l'environnement alimentaire de la province du Sud-Kivu en analysant les causes possibles d'inaccessibilité de la population aux produits alimentaires.

## Administration
Le Sud-Kivu est divisé en quatre villes et huit territoires.
Les quatre villes sont :
- Uvira
- Bukavu,chef-lieu de la province
- Baraka
- Kamituga.

La province du Sud-Kivu est découpée en huit territoires :
| Désignation            | Chef-lieu | Superficie (km²) | Population |
| ---------------------- | --------- | ---------------- | ---------- |
| Territoire de Fizi     | Fizi      | 15 788           | 487 935    |
| Idjwi                  | Idjwi     | 281              | 162 196    |
| Territoire de Kabare   | Kabare    | 1 960            | 461 511    |
| Territoire de Kalehe   | Kalehe    | 5 126            | 462 465    |
| Territoire de Mwenga   | Mwenga    | 11 172           | 346 846    |
| Territoire de Shabunda | Shabunda  | 25 116           | 653 907    |
| Territoire d'Uvira     | Uvira     | 3 148            | 396 585    |
| Territoire de Walungu  | Walungu   | 1 800            | 368 857    |

## Géographie physique
La province du Sud-Kivu a une superficie de 64 851 km2. Elle couvre deux fois la Belgique, son ancienne métropole, 2,5 fois le Rwanda, 2,3 fois le Burundi.
Son relief comprend des montagnes, les chaînes des Mitumba, dont la montagne la plus importante est le sommet de Kahuzi-Biega, 3 340 m d’attitude.
Dans le territoire de Shabunda et Mwenga commence la Cuvette centrale. À l'Est, on observe une vaste plaine, la plaine du Ruzizi (en) dans les territoires  de Walungu et Uvira, et les hauts plateaux propices à l'élevage (plateaux dits d'Itombwe).
Le climat voit l'alternance de neuf mois de pluie et trois mois de saison sèche, il s’agit d'un climat tropical humide. La végétation est composée de forêts d'altitude, savanes herbeuses, bambous boisés et de forêts denses.

## Hydrographie
Le Sud-Kivu compte deux lacs poissonneux et de grandes rivières, Elila et Ulindi notamment. Certains experts[Qui ?] en hydrologie pensent que, si les premières guerres du Congo visaient des ressources minières, la suivante sera pour l'eau.
Liste des rivières par territoire :
1. Territoire de Kabare : Chidodobo, Murhundu, Chifula, Langa, Lwiro, Nyabarongo, Bidagara, Mushuva, Mpungwe.
2. Territoire de Mwenga : Elila, Ulindi, Zalya, Lubyala, Kyoka, Kikuzi, Kiliza, Zokwe, Lulumunyu, Bilaile, Bilinga, Itombwe, Rulimbohe, Chidubo, Kadubo, Lwa Lungwe, Mwana, Mukunguzi, Zombe, Kailamata, Munyendje, Mulambozi, Kibi, nunjwe, Lutunga, Namakoma.
3. Territoire de Fizi : Kama, Magembe, Mutambala, Nemba, Kimbi, wemba, Sandja, Swema, Makobola, Lweba, Elila, Kamombo, Lwiko, Lwama.
4. Territoire d’Uvira : Luvinvi (constituant la limite nord avec Walungu), Luvubu, Shange (à Sange), Runingu, Katobo, Kiliba, Kahwiji, Kavimvira, Rivière Mulongwe, Kalimabenge, Lushiji, Bijombo, Kanananga. Mushojo.
5. Territoire de Walungu : Kadubo, Murhundu, Nyabarongo.
6. Territoire de Shabunda : Zilindi, Elila, Nzovu, Nyakilego, Lwino, Nyalungu.

Les deux lacs du Sud-Kivu sont le lac Kivu, partagé avec le Rwanda, et le lac Tanganyika, partagé avec le Burundi, la Tanzanie et la Zambie.

## Économie

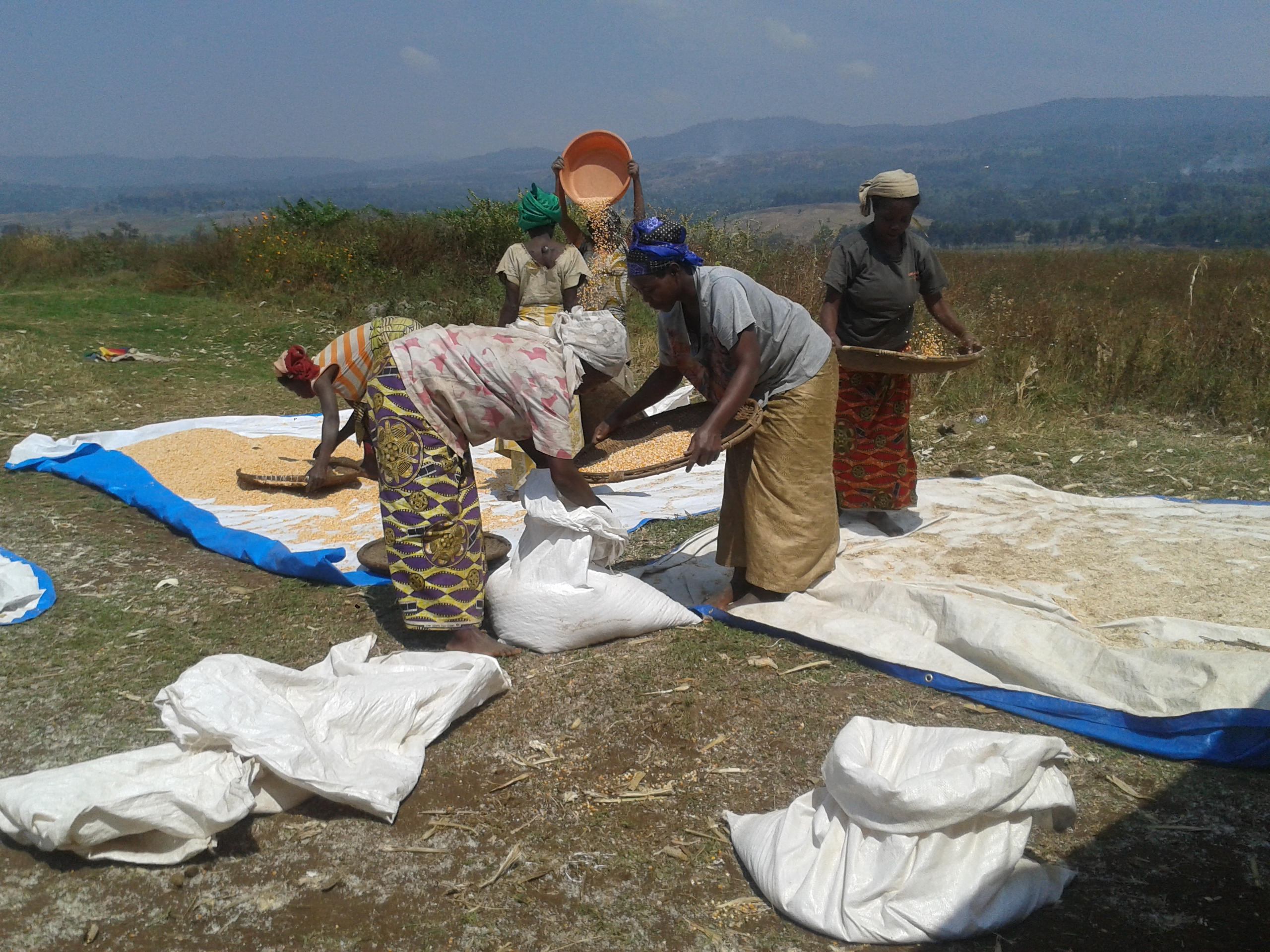
Vannage à Kavumu

L'élevage, l'agriculture et le commerce sont les trois principales activités du Sud-Kivu.

## Énergie au Sud-Kivu
Pour un article plus général, voir Énergie en république démocratique du Congo.

### Énergie hydraulique
L'énergie hydraulique est exploitée à l’aide de centrales, micro-centrales, mini-centrales et pico-centrales.

### Centrales électriques
La province compte quatre centrales électriques : Ruzizi I & II, centrale de Kyimbi (Bendera) et Mungombe. Il existe une micro-centrale abandonnée, la centrale de Magembe à Fizi.

### Micro–centrales en activité
- Territoire d’Uvira : Lemera, Kiringye, Luberizi
- Territoire de Walungu : Gombo, Kaziba, Chibimbi
- Territoire de Mwenga : Mwenga, Mungombe, Iwiwi
- Territoire de Shabunda : Lulingu
- Territoire de Kabare : Mugeri, Fomulac, Murhesa

### Micro-centrales non exploitées
- Territoire de Mwenga : Lumelekelwa,
- Territoire de Fizi : Nundu (démontée et emportée pendant la guerre) et Malikya dans la ville de Baraka
- Territoire de Shabunda : Kashungu (démontée) et Belanzovu (démontée) par les rwandais

### Micro-centrales à l'étude
- Territoire de Walungu : Luvinvi, Shasha.

### Gaz méthane
Il existe dans les eaux profondes du lac Kivu un gisement de gaz méthane dissous ; il est estimé à 45 milliards de mètres cubes. Le méthane du lac Kivu provient de la décomposition bactérienne et s’est formé à partir de l’hydrogène inorganique et des processus catalytiques. Un accident similaire à celui du lac Nyos n’a aucune raison de se produire dans le lac Kivu qui n’a aucune structure éruptive dans son fond, les éruptions de Nyamulagira et de Nyiragongo n'ayant pas d'impact significatif. Sous réserve de respect rigoureux de certaines précautions, on peut en extraire 1 milliard de mètres cubes de méthane. Le lac possède un degré élevé de stabilité dû à des processus dynamiques internes associés à la stratification.
La réduction de la contamination de la biozone du lac permettrait à long terme une émergence d’une abondante vie animale, source de nourriture à l'instar du lac Tanganyika.

### Tourbe
La tourbe est un sol combustible qui permet de produire du feu notamment pour la cuisson de la nourriture en petite quantité à l'aide de briquettes. Une briquette peut remplacer une grande quantité de bois et de braises pour le chauffage, la cuisson, etc.
On l’exploite artisanalement dans le Sud-Kivu à Kakonda, territoire de Kabare, à Nyangezi, Chiherano et Kachandja, territoire de Walungu.

### Pétrole
Il existe d'importants gisements de pétrole dans les roches situées à l'ouest du lac Kivu et d'autres au fond de ce lac. Il en existe aussi dans la plaine de la Ruzizi et dans le lac Lac Tanganyika. Des explorations sont menées à Katanga, à l'embouchure de la rivière Mutambala dans la ville de Baraka. D'autres recherches concernent Karamba à l’embouchure de la rivière Nemba, à 25 km de la ville de Baraka en territoire de Fizi ; on y a déjà ramassé du bitume, déchet des hydrocarbures, avec une concentration de 80 % de carbone.

### Chaux
Il existe des scories et des chaux à Ubwari, ville située à 4 km de Baraka.

### Énergie éolienne
L’énergie éolienne provient du vent qui souffle du sud et qui entre dans le lac Tanganika à partir de la Zambie, remonte par la rivière Ruzizi au lac Kivu, pour se concentrer dans le parc de Kahuzi Byega et Nyangezi. À partir de ces deux sites, le vent peut être facilement transformé en électricité pour le Kivu.

## Sites touristiques du Sud-Kivu
La province du Sud-Kivu comporte plusieurs sites touristiques. Les plus importants sont :
- Territoire d’Uvira :
  - Lac Tanganyika
  - Port de Kivovo
  - Port de Kalundu
  - Marché de Nyamutiri
  - Eaux thermales de Lubugaa, Kavimvira, Katogota, Masuza à Runingu, saline, sel marin, etc.
- Territoire de Fizi :
  - Perura (poisson de la meilleure qualité), Sirène, eau profonde et très noire
  - Bulumba : îlot (1 km de longueur)
  - Mbubwa : montagne dans le lac.
  - Chute de Malikya dans la rivière M'tambala et Ndambwe
  - Port de Mushimbakye
  - Port Naturel au bord du Lac Tanganyika à Baraka avec un palace moderne Mcumbe Alinoti et un pavillon contemporain Bita Tanganika
  - Presqu’île d’Ubwari
  - Baie Burton
  - Eau thermale à Ubwari, Kichula, Musigilwa
  - Aéroport de Malinde
  - Kibanga (Lavigerieville) : le premier site des pères Blancs
  - Fortifications de Baraka
  - Les cimetières des Indiens, Arabes et mercenaires à Baraka
  - Barrage de Bendera à Kimbi
  - Parc de Kimanou : Gorilles, buffles, Elephant, Antilopes, etc.
- Kabare :
  - Parc de Kahuzi-Biega : Singe, Gorilles des montagnes, antilopes, lièvres
  - Aéroport de Kavumu
  - Plage sur le Lac Kivu à 18 km de Bukavu
  - Eau thermale de Mahyuza à Luhihi
- Territoire d’Idjwi :
  - Grotte
  - Fleur Maman Faforie
  - Maison de Reine Elisabeth.
- Territoire de Kalehe :
  - Île d’Ishovu
  - Escarpement de Biraguragu
- Lwindi :
  - Volcan éteint d'Ilangi
- Mwenga :
  - Réserve naturelle d'Itombwe[9]
  - La ville minière de Kamituga[10]
- Shabunda :
  - Parc national de Kahuzi-Biega, Station de Lulingu : Éléphant, buffles, pangolin, etc.

## Situation humanitaire
En 2007, malgré la fin officielle de la deuxième guerre du Congo en 2002, la population du Sud-Kivu continue à subir les effets de bandes armées qui font la loi dans les villes et campagnes. Selon la rapporteure spéciale des Nations unies sur les violences faites aux femmes, Yakin Ertürk, les groupes armés étrangers non-étatiques, dont certaines milices impliqués dans le génocide des Tutsi au Rwanda et ayant trouvés refuge en république démocratique du Congo (RDC), seraient responsables de la majorité des crimes commis à l'encontre des femmes du Sud-Kivu, qui rappellent par certaines méthodes, les actions des Interahamwe lors du génocide des Tutsi. Mais l'armée et la police de la RDC seraient auteurs de près de 20 % des exactions.

## Éducation

### Établissements primaires et secondaires
- Collège Alfajiri
- Collège Saint-Paul
- L'Institut Technique Avenir
- EDAP-ISP (École d'application - Institut supérieur pédagogique)
- Lycée Wima
- Complexe Scolaire Nuru[12]
- Institut Matumaini
- Institut Bwindi
- Institut la Sagesse
- Institut Mwanga d'Uvira
- Lycée Chirezi
- Institut Kitundu
- ITAV Kasenga
- Lycée Umoja
- Institut Weza FMS Nyangezi
- Petit Séminaire Notre Dame Reine des Apôtres Mugeri (PSM)
- Institut Technique Fundi Maendeleo (I.T.F.M./Bukavu)

### Universités et instituts supérieurs
- Université officielle de Bukavu (UOB)
- Université Catholique de Bukavu (UCB)
- Université évangélique en Afrique (UEA)
- Institut supérieur de développement rural
- Institut supérieur pédagogique (ISP)
- Intitut supérieur de Techniques Médicales (ISTM)
- Institut supérieur de Pastorale Familiale (ISPF)
- Université Notre Dame de Tanganyika (UNDT)
- Institut supérieur de commerce (ISC).
- Université Internationale du Kivu
- Université du CEPROMAD

## Personnalités
- Bulambo Kilosho  Homme politique congolais
- Jeannot Witakenge Une de grandes célébrités du football congolais.
- Modeste Bahati Lukwebo (1956-), homme politique congolais (RDC).
- Jules Barhalengehwa (1977-), homme politique de la République démocratique du Congo.
- Marcellin Cishambo, homme politique
- Patrick Civava Mbasha, Politicien congolais (1984-).
- Vital Kamerhe, homme politique
- Solange Lwashiga Furaha (1969-), militante des droits humains et droit des femmes
- Alain Chuma Journaliste, homme politique congolais, ancien journaliste,à Goma.
- Gabriel Zagabe Muzusa, entrepreneur et homme Politique (RDC)
- Prince MurhulaMushagalusa, Journaliste et entrepreneur congolais (1985-)